# Hongyu
Hongyu is een geslacht van uitgestorven beenvissen, behorend tot de tetrapodomorfen. Het leefde in het Laat-Devoon (ongeveer 370 miljoen jaar geleden) en zijn fossiele overblijfselen zijn gevonden in China.

## Naamgeving
Hongyu chowi werd voor het eerst benoemd en beschreven in 2017 op basis van een onvolledig fossiel, holotype IVPP V17681, gevonden in de Zhongning-formatie (Ningxia, Noord-China). De geslachtsnaam is een combinatie van het Mandarijn hong, 'groot' en yu, 'vis'. De soortaanduiding eert Chow Minchen.

## Beschrijving
Deze vis was groot van formaat en kon wel anderhalve meter lang worden. Hij is bekend van een fossiel dat een groot deel van de schedel, de schoudergordel en de wervels omvat. Door vergelijking met soortgelijke dieren die bekend zijn van meer complete fossielen, wordt aangenomen dat Hongyu een grote roofvis was met een korte snuit en scherpe tanden.
De anatomie van Hongyu is vrij ongebruikelijk en vertoont een mozaïek van afgeleide en basale kenmerken. Dit dier was bijvoorbeeld voorzien met een robuuste schoudergordel, een brede en afgeplatte kop (met contact tussen supratemporale en extratemporale botten); deze kenmerken worden ook gevonden bij Rhizodontida, een groep sarcopterygische vissen dicht bij de basis van de tetrapodomorfen. Omgekeerd worden andere kenmerken (zoals een afgeknot iomandibulare, grote plaatvormige scapulaire coracoïden en een cleithrum zonder een ventrale lamina) gevonden bij vroege tetrapoden en tetrapode-achtige tetrapodomorfen, zoals Tiktaalik. Het lijkt ook mogelijk dat Hongyu geen verbeend operculum had, een ander kenmerk dat wordt gedeeld met tetrapoden.

## Fylogenie
De affiniteiten van dit dier zijn moeilijk vast te stellen vanwege de gemengde kenmerken van zijn morfologie. Het is mogelijk dat Hongyu een afwijkende basale tetrapodomorf was, die onafhankelijk enkele kenmerken ontwikkelde die samenvielen met de geëvolueerde tetrapodomorfen, of dat het een atypische rhizodont was; volgens deze laatste hypothese zouden de rhizodonten niet zo ver verwijderd zijn van de oorsprong van de echte tetrapoden (zoals eerder werd aangenomen).

## Paleobiologie
Hongyu was ongetwijfeld een vraatzuchtige carnivoor; de morfologie geeft aan dat dit dier zich had gespecialiseerd in de ecologische rol van een hinderlaagroofdier dat in de buurt van de zeebodem leefde. Het is waarschijnlijk dat zijn prooi kleine gepantserde vissen waren, zoals Ningxialepis, waarvan de fossielen in dezelfde formatie zijn gevonden.